# Голдобенко, Анатолий Витальевич
Анатолий Витальевич Голдобенко (10 января 1926, город Иркутск, теперь Российская Федерация — 15 октября 2011) — советский государственный деятель, начальник Черноморского морского пароходства, заместитель министр морского флота СССР. Депутат Верховного Совета СССР 9-го созыва.

## Биография
Родился в семье служащего. Трудовую деятельность начал в 1942 году рабочим порта Тикси Якутской АССР.
В 1947 году окончил Одесский институт инженеров морского флота.
В 1947—1960 годах — инженер, старший инженер, главный диспетчер, заместитель начальника Сахалинского морского пароходства.
Член КПСС с 1952 года.
В 1960—1963 годах — начальник Сахалинского морского пароходства.
В 1963—1972 годах — начальник Главного управления перевозок и движения, начальник Главного управления сухогрузного флота, начальник Главного управления эксплуатации флота, начальник Главного управления портов Министерства морского флота СССР.
В 1972—1975 годах — начальник Черноморского морского пароходства.
С 1975 по середину 1980-х годов — заместитель министра морского флота СССР.
Потом — на пенсии в городе Москве.

## Награды
- два ордена Ленина
- орден Октябрьской Революции (1984)
- два ордена Трудового Красного Знамени
- Государственная премия СССР
- медали